# Броненосцы типа «Colbert»
Броненосцы типа «Colbert» — серия из двух барбетных броненосцев с центральной батареей. Последние броненосцы с деревянным набором корпуса в ВМС Франции. Построены в 1870—1878 годах. Активно служили в составе Средиземноморского Эскадрона. Списаны в 1900—1904 году.

## История
Броненосцы типа «Кольбер» были спроектированы в 1869 году инженером Саббатини как улучшенная версия броненосца «Ришельё». Это должны были быть большие, мореходные корабли, с усиленным вооружением и повышенной на 1 узел скоростью. По экономическим причинам, набор их корпусов должен был быть деревянным: это были последние броненосцы во Франции, имевшие деревянную конструкцию.
Два корабля были заложены в 1869—1870 году. В связи с франко-прусской войной, строительство их было приостановлено, и в дальнейшем, из-за тяжелого экономического положения Франции затянулось почти на 8 лет. В строй корабли вступили уже на грани устаревания.

## Конструкция
Броненосцы типа «Кольбер» основывались на дизайне «Ришельё», но их дизайн больше напоминал заложенный ранее «Фридланд». Они были несколько меньше (водоизмещение в 8750 тонн) и короче своих предшественников. Корпуса их имели деревянный набор, обшитый металлической броней, и характерный для французской школы сильный завал бортов внутрь — к которому прибавился сильный завал внутрь кормы. В отличие от предшественника, они имели только один винт.
По мнению современников, «Кольбер» и «Тридент» были хорошими мореходными кораблями, устойчивыми и маневренными. Но их метацентрическая высота составляла всего около 0,6 метра, что в случае получения боевых повреждений угрожало кораблю гибелью.

### Вооружение

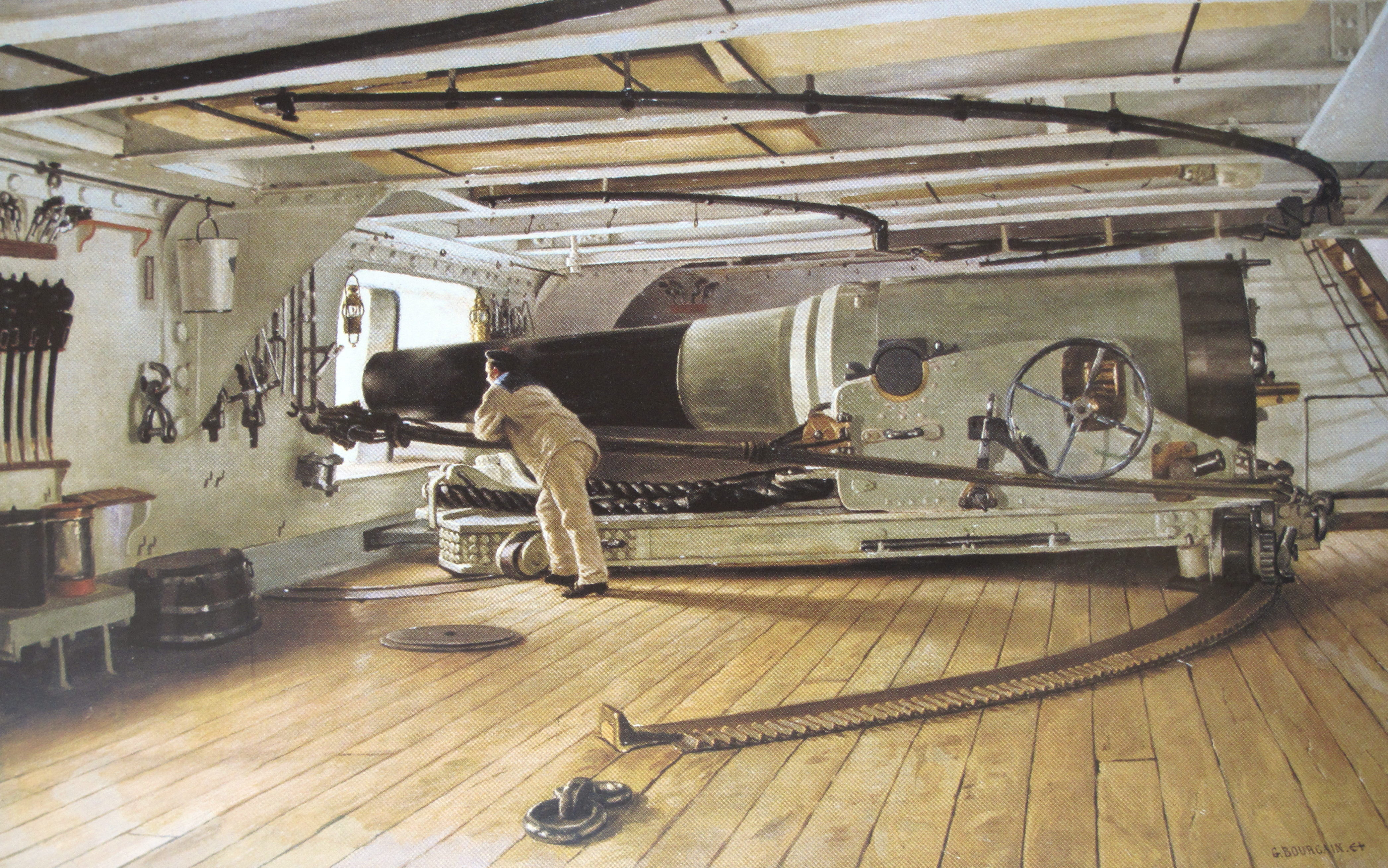
274-мм орудие в каземате на «Кольбере». Картина, Гюстав Бургейн

Основное вооружение новых кораблей состояло из восьми 274-миллиметровых 19-калиберных орудий образца 1870 года. Шесть этих мощных пушек, подобно «Ришельё», стояли в батарее, в центре корпуса, а ещё два были установлены на верхней палубе в небронированых барбетах. За счет сильного завала бортов внутрь, вынесенные на спонсонах барбетные установки имели широкие сектора обстрела по носу и корме. Батарейные же орудия могли стрелять только по бортам. Бронепробиваемость орудий соответствовала 360 миллиметрам кованого железа у дула. Дополнительно, в носовой части на полубаке было установлено 240-миллиметровое погонное орудие, призванное усиливать носовой огонь при проведении таранных атак.
Вспомогательное вооружение состояло из восьми 21-калиберных 138-миллиметровых орудий. Орудия стояли на главной палубе вне батареи, и не были защищены броней. Их задачей была стрельба фугасами по незащищенным частям неприятельских броненосцев и эффективное поражение легких небронированых кораблей. В 1878 году две 138-мм пушки сняли и заменили 240-миллиметровым ретирадным орудием на полуюте.
Изначально, корабли не нес противоминного вооружения, но в 1880-х он получил восемнадцать 37-мм револьверных орудий Гочкисса.
Подводное вооружение было представлено массивным кованым железным тараном. В 1880-х корабль получил четыре 356-миллиметровых торпедных аппарата, смонтированных в носовой части, из которых два стреляли прямо по курсу, а два — под углом в 45 градусов от диаметральной линии.

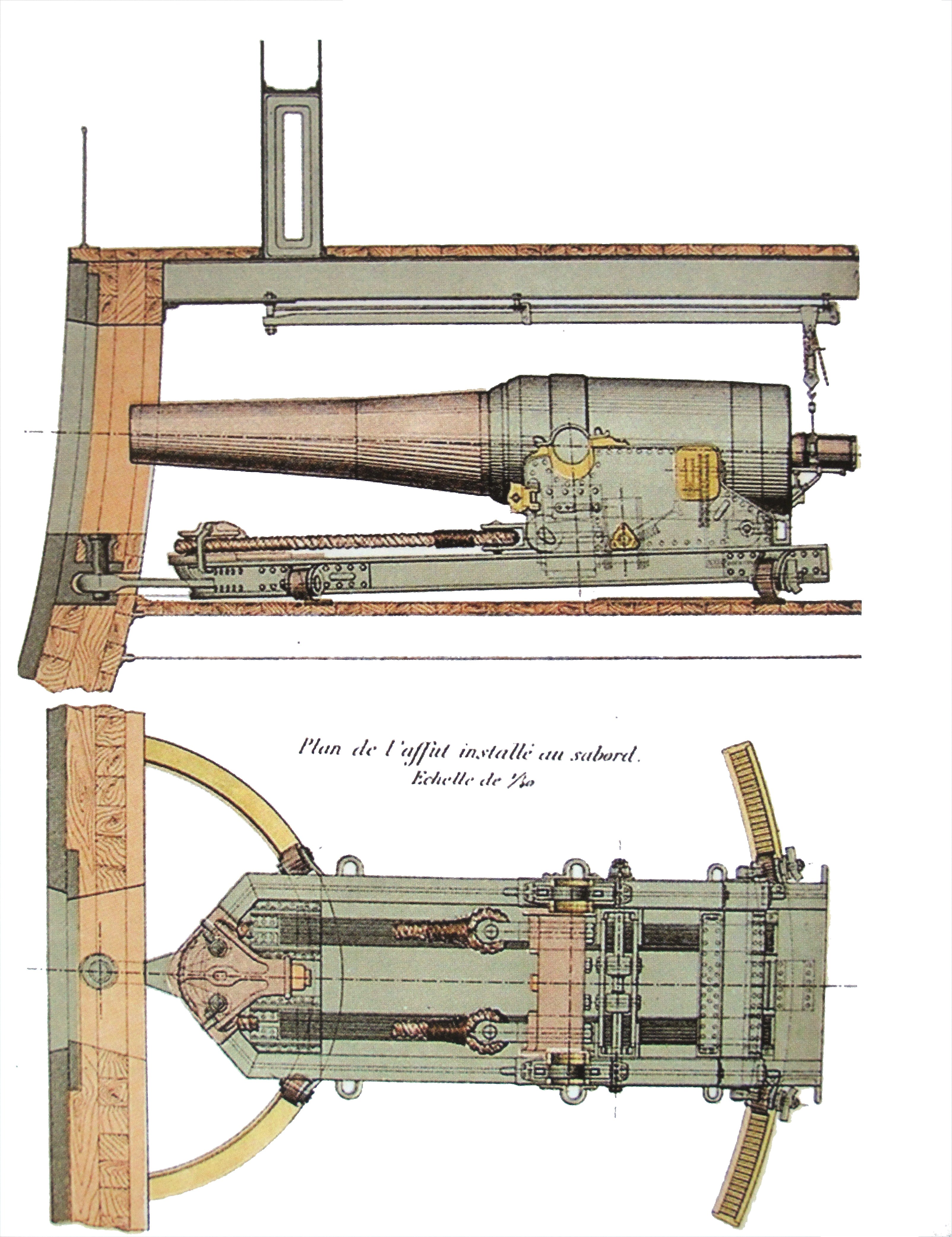
Схема установки 274-мм орудия.

### Броневая защита
Бронирование кораблей повторяло тип «Ришельё». Они имели сплошной 220-миллиметровый пояс из кованого железа от штевня до штевня, выше которого броневую защиту имела только батарея. Небронированный деревянный борт был закрыт железными листами, для безопасности от горящих обломков.
Главная батарея с бортов была защищена 160-мм железной броней, траверзные переборки имели толщину 120 миллиметров на 550-мм тиковой подкладке. Главная палуба была усилена 15-мм плитами.

### Силовая установка
В отличие от «Ришельё», новые броненосцы имели одновальную горизонтальную компаунд-машину мощностью около 4600 л. с. Восемь овальных котлов обеспечивали давление пара, достаточное, для поддержания скорости хода в 14,75 узлов. Корабли несли запас угля в 620 тонн, достаточный для 6100 км 10-узлового хода. Для экономии угля, корабли несли полное парусное вооружение.

## Оценка проекта
Броненосцы типа «Кольбер» завершили эволюцию барбетно-батарейных броненосцев во французском флоте. За исключением деревянного набора корпуса, они были вполне удачными кораблями, быстроходными и достаточно мореходными. На момент закладки, они вполне соответствовали лучшим образцам мирового кораблестроения.
Основной проблемой этих броненосцев стала затянувшаяся по независящим причинам постройка. К 1878 году, когда оба «Кольбера», наконец, вошли в состав французского флота, они уже были близки к моральному устареванию. Усугубляли ситуацию деревянные корпуса, пожароопасные, и уязвимые для тяжелых фугасных снарядов.
Все же, к 1878 году французский флот обладал сбалансированной и однородной эскадрой из семи мореходных, близких по техническим характеристикам барбетно-батарейных броноеносцев. Это давало французам некоторое тактическое преимущество над численно превосходящим британским флотом, в котором в то время подавляющее большинство броненосцев относилось к индивидуальным проектам и сильно различалось по характеристикам.